# RMS Lusitania

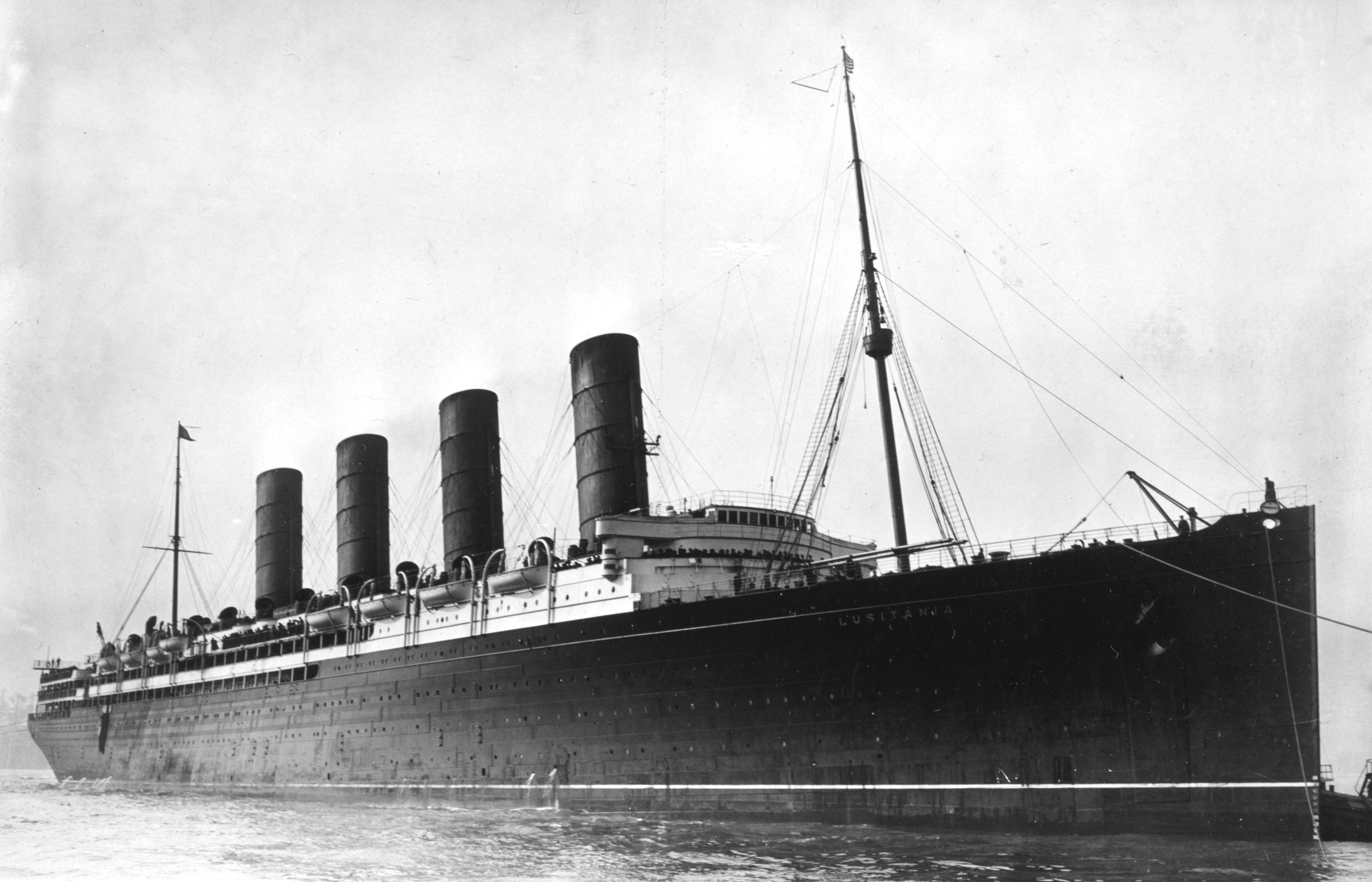

RMS Lusitania là một tàu biển chở khách thuộc sở hữu của hãng tàu Cunard Line và được chế tạo bởi hãng đóng tàu John Brown & Company tại Clydebank, Scotland. Nó bị tàu ngầm SM U-20, một chiếc U-boat của Đức phóng ngư lôi đánh chìm vào ngày 7 tháng 5 năm 1915 và bị chìm chỉ trong vòng 18 phút, cách ngoài khơi Old Head of Kinsale, Ireland, 15 km (8 dặm), giết chết 1.198 trong tổng số 1.959 người hiện diện trên tàu. Việc nó bị đánh chìm đã khiến công luận nhiều nước từ quan điểm trung lập quay sang chống lại nước Đức, và là lý do khiến Hoa Kỳ can dự vào Chiến tranh Thế giới thứ nhất. Đây được xem là thảm họa tàu khách dân sự nổi tiếng thứ nhì trên thế giới từ trước đến nay, chỉ xếp sau sự kiện chiếc RMS Titanic.
Việc đánh chìm chiếc Lusitania đã gây ra những sự tranh luận lớn lao kéo dài đến tận ngày nay. Ngay sau khi xảy ra việc đánh chìm, Chính phủ Đức cố gắng biện minh cho hành động này bằng cách nêu ra trong một văn kiện chính thức là con tàu đã được trang bị pháo, và có "một số lượng lớn vật liệu quân sự" trong số hàng hóa trên tàu. Họ cũng nhấn mạnh rằng vì con tàu được xếp loại như một tàu tuần dương phụ trợ, nước Đức có quyền tiêu diệt nó bất kể số hành khách trên tàu, và những lời cảnh báo đã được Tòa Đại sứ Đức đưa ra trước chuyến hải hành, cũng như bản thông báo ngày 18 tháng 2 công bố sự hiện hữu của "khu vực chiến sự", đã miễn trừ Đức khỏi mọi trách nhiệm về cái chết của những công dân Mỹ trên tàu. Trong khi chính xác là Lusitania được trang bị các bệ pháo như một phần của điều kiện cho các khoản vay của chính phủ cho việc đóng tàu, Giúp nó có thể chuyển đổi nhanh chóng thành một tàu buôn tuần dương vũ trang (AMC: Armed Merchant Cruiser) trong trường hợp có chiến tranh, bản thân những khẩu pháo chưa bao giờ được trang bị. Tuy nhiên, con tàu lại được đăng ký chính thức như một tàu buôn tuần dương vũ trang. Số hàng hóa nó chở theo bao gồm 4.200.000 viên đạn súng trường, 1.250 vỏ đạn pháo rỗng, và 18 thùng kíp nổ, tất cả đều được nêu lên trong bảng kê khai hàng hóa, nhưng số đạn nói trên không được hãng Cunard Line kê khai chính thức là đạn dược. Nhiều giả thuyết khác nhau đã được đặt ra trong nhiều năm là nó đã chở theo một lượng lớn chất nổ không được khai báo, và đã bị kích nổ sau khi trúng phải ngư lôi, khiến con tàu bị chìm nhanh chóng, nhưng điều này chưa bao giờ được chứng minh.